# Бухта Гилева
Бухта Гилева — бухта на тихоокеанском побережье острова Уруп Большой Курильской гряды.

## Топоним
В соответствии с распоряжением правительства России № 515-р от 16 марта 2022 года названа в честь Алексея Макаровича Гилева (1764—?) — сержанта геодезии, участника исследовательской астрономической и географической экспедиции Биллингса — Сарычева (1785—1793).

## География
Расположена на юго-западе острова Уруп на полуострове Ван-дер-Линда, в восточной части пролива Фриза. На севере омывает мыс Ван-дер-Линда — крайнюю южную точку острова, на котором находится одноимённый маяк. За мысом — бухта Новицкого, также получившая наименование 16 марта 2022 года. На юго-востоке бухта ограничена мысом Поклонным. Примерно в 400 метрах южнее Поклонного находится скала Морских Львов.